# Ford GPA
Le Ford GPA (pour General Purpose Amphibious, littéralement en français amphibie polyvalent) est un véhicule amphibie américain engagé durant la Seconde Guerre mondiale. Bien que 50 000 exemplaires aient été commandés, il n'en est fabriqué que 12 778.
Durant la guerre, les soldats le surnomment « Seep », abréviation de « Sea Jeep », littéralement en français « Jeep de la mer ».
Dans les années 1950, le Ford GPA sert de modèle pour le GAZ-46, une copie soviétique.

## Histoire et développement

### Contexte
Après avoir demandé aux constructeurs Willys-Overland, Ford et American Bantam de fabriquer les 4 500 premières jeeps (1 500 chacun) en mars 1941, l'US Motor Transport Board met en place un projet sous la direction du National Defense Research Committee (NDRC) pour construire un « camion léger et amphibie de 1/4 tonne ». Ce projet est désigné « QMC-4 1/4 tonne amphibie ».
Le constructeur Marmon-Herrington (spécialiste des véhicules militaires à transmission intégrale), est en compétition avec Ford qui s'est associé avec le constructeur de bateaux Sparkman & Stephens. L'objectif était de livrer le véhicule à temps pour les premières opérations de débarquement prévues pour septembre/octobre 1942.

### Développement et lancement

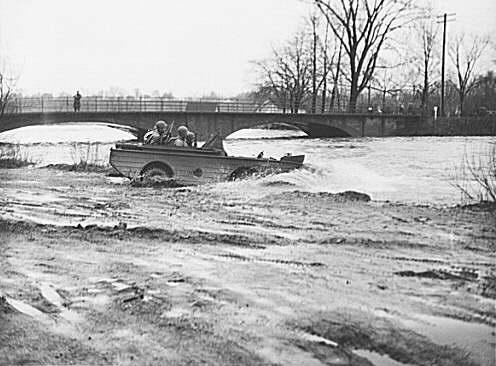
Essais d'un Ford GPA dans la région de Detroit.

La coque du prototype de Marmon-Herrington est une structure monocoque intégrale, créée en découpant des formes dans de la tôle d'acier et en les soudant ensemble. 
Celle du prototype Ford repose sur un châssis robuste et un cadre interne, auxquels sont soudées des tôles d'acier de type automobile. Cette construction rend le véhicule plus léger d'environ 180 kg que son concurrent.
En raison du délai relativement court, les ingénieurs de chez Ford décident d'utiliser la Ford GPW de 1 200 kg comme base, plutôt que de concevoir un véhicule entièrement nouveau. Roderick Stephens, ingénieur chez Sparkman & Stephens, est chargé de concevoir une forme amphibie, dans le même style que le DUKW, camion amphibie à six roues motrices, qu'il a conçu quelques mois auparavant. La coque ressemble à une version miniature du DUKW, et tout comme lui, le prototype nommé « QMC-4 » reçoit une hélice entraînée par une prise de force, fonctionnant dans un tunnel caréné dédié dans la carrosserie arrière, ainsi qu'un gouvernail approprié. Les travaux de conception et de développement du prototype sont achevés à la fin d'août 1941, date à laquelle la conception standard des Jeep Willys a été introduite.
À cette époque, la Jeep entre en phase de production à grande échelle chez les constructeurs Willys et Ford. En avril 1942, le QMC-4 est essayé sur une plage pour la première fois et après une comparaison directe avec celui de Marmon-Herrington, et vu l'urgence, la NDRC choisit le prototype Ford dans la mesure où il repose largement sur la conception de la Jeep qui a subi de très nombreux tests. Il est ainsi possible de valider plus rapidement la conception du QMC-4. 
Ford bénéficie d'un contrat de production à partir de 1942 et reçoit une commande pour les 5 000 premiers véhicules. Le Ford GPA Amphibian ou « Seep » (abréviation de « Sea Jeep ») est né.

### Production
La première série de production est livrée très rapidement, sans bénéficier d'un retour d'expérience sur le terrain pour en améliorer la conception (comme cela avait été le cas avec la Jeep). Le véhicule est affecté d'un certain nombre de défauts de conception qui, sans être graves, entraînent un surcroît d'entretien ou restreignent l'opérabilité comme par exemple l'excès de masse à vide de 400kg.
Ce n'est qu'en novembre 1942 que la première d'une série de modifications est introduite.
Des modifications sont encore à l'étude lorsque la production prend fin en juin 1943 alors que Ford n'a pas réussi à réduire la masse nette d'un véhicule qui n'atteint pas les performances attendues  :
- le véhicule trop lourd s'enfonce dans l'eau au risque d'être submergé par des vagues un peu trop fortes ;
- dans des terrains boueux ou marécageux, ses domaines opérationnels d'élection, le véhicule s'embourbe plus qu'escompté.

Seulement 12778 exemplaires sont fabriqués.
Dans le cadre de la loi prêt-bail, environ 3 500 Ford GPA sont exportés en Union soviétique. Ils sont utilisés sur le front de l'Est où les cours d'eau de toute taille sont nombreux. En 1945, ils participent à la bataille de Berlin.

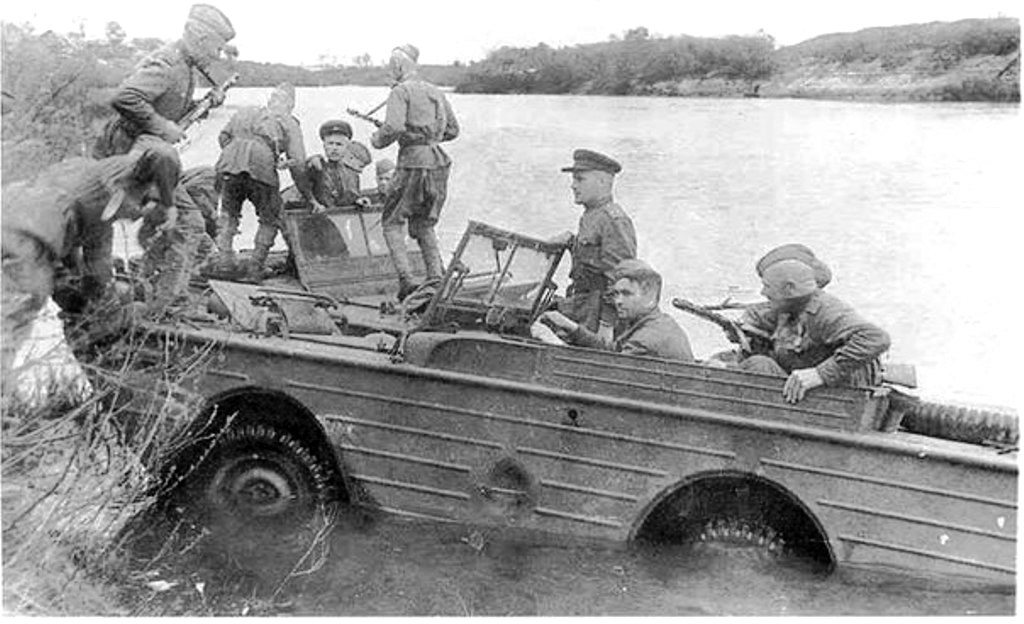
Ford GPA en 1944 utilisé par l'Armée rouge.
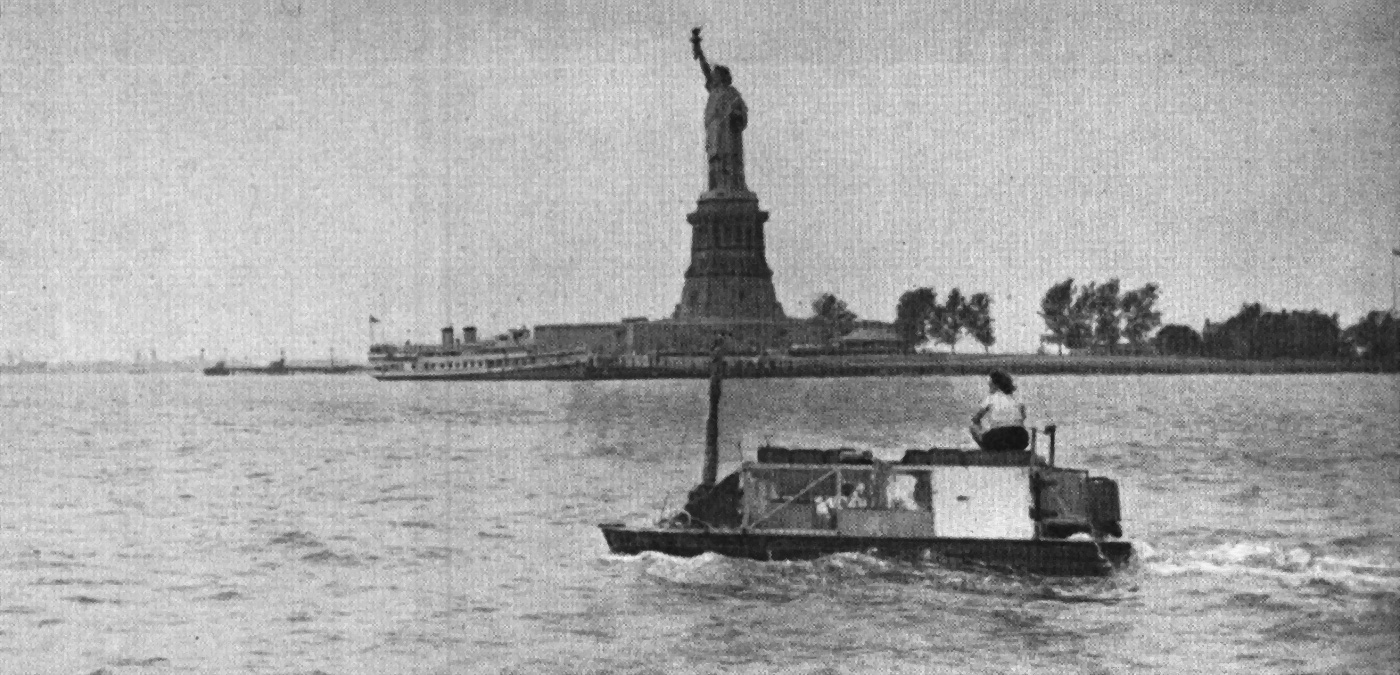
New York en 1948 : Ford GPA utilisé par Ben Carlin lors du premier tour du monde en véhicule amphibie.

## Service
Contrairement au DUKW, le GPA n'a pas été une réussite sur le terrain. Avec son poids d'environ 1 600 kg il est beaucoup plus lourd que les 1 200 kg spécifiés dans le cahier des charges, mais il n'est pas plus grand pour autant. Cela entraîne un faible franc-bord, et le véhicule ne peut s'engager que dans une eau calme et avec une cargaison réduite. Or, le GPA était censé transporter des troupes et du matériel depuis des navires au large jusqu'à une plage, puis continuer à l'intérieur des terres.
Sur terre, le véhicule est trop lourd et pataud. Il s'embourbe fréquemment dans des eaux peu profondes, là où les capacités de franchissement à gué du Willys MB lui permettent de traverser directement[page à préciser]. La production prend fin prématurément en mars 1943 après la production de seulement 12 778 véhicules en raison d'un désaccord financier entre Ford et le gouvernement américain, ainsi que des insuffisances du véhicule sur le terrain. Selon certaines sources, moins de la moitié de ce nombre aurait été produit[page à préciser], mais l'examen des numéros de série des spécimens survivants suggère que le chiffre d'environ 12 700 est plus vraisemblable.
Malgré leur participation au débarquement de Sicile en septembre 1943, la plupart des GPA n'ont pas servi sur le front Ouest mais ont été livrés à l'Union soviétique dans le cadre du programme de prêt-bail. Un petit nombre de GPA ont été utilisés en Afrique du Nord et dans le Pacifique.

## Après la guerre
L'URSS a développé un dérivé du GPA après la guerre. Le GAZ-46 MAV, qui ressemblait beaucoup au GPA, est entré en production en 1952. Le GAZ-46 a été exporté vers de nombreux pays alliés de l'URSS.
Les GPA ont également été vendus en tant que surplus et ils ont été achetés par des agriculteurs, des éleveurs, des aventuriers et d'autres. Dans les années 1970, des collectionneurs les ont découverts et ils ont commencé à les restaurer selon leurs spécifications d'origine. Ils apparaissent à divers salons de véhicules militaires.

## Half-Safe et autres conversions
Après la Seconde Guerre mondiale, plusieurs aventuriers ont converti des GPA provenant des surplus en machines à voyager dans le monde.
Le plus célèbre de ces GPA est celui de Ben Carlin (1912-1981). Dans les années 1950, cet Australien a fait le tour du monde avec son GPA modifié, qu'il a appelé "Half-Safe" (à moitié sûr),.
Un jeune couple américain, Helen et Frank Schreider, a modifié un GPA qu'ils ont appelé «La Tortuga», avec lequel ils ont voyagé de Los Angeles à la pointe sud de l'Amérique du Sud (1954-1956). Ils en ont ensuite adapté un autre, appelé "Tortuga II", qu'ils ont utilisé lors des expéditions du National Geographic en Inde (1959) et en Indonésie (1961).
Le vétéran parachutiste britannique de la Seconde Guerre mondiale Lionel Force a acheté un GPA au Levy's Surplus à Toronto, Ontario, Canada, et l'a appelé "The Amphib". Parmi les nombreux changements, il a greffé un toit d'un break Dodge et il a rallongé la coque à l'arrière. Il a utilisé les moitiés supérieures des portes, mais sachant qu'il pourrait être amarré le long d'un quai, il a ajouté une trappe de toit ronde. Il prévoyait de voyager de Toronto à l'Angleterre via les États-Unis, le Mexique, le Guatemala, le Panama, l'Amérique du Sud, le Brésil, l'Afrique, le Moyen-Orient et la Grèce jusqu'en Grande-Bretagne. Il est allé jusqu'au Panama mais il a fait demi-tour lorsqu'il a appris que le cargo sur lequel il avait l'intention d'expédier l'Amphib depuis le Brésil vers l'Afrique avait été mis hors service.

## Caractéristiques
Le véhicule se conduit au moyen d'une direction à crémaillère (sur route) et ou d'un gouvernail (dans l'eau).
La conception de ce véhicule est basée autant que possible sur les Jeep Willys et Ford GPW standard, dont un bon nombre de pièces est repris. L'intérieur du GPA est similaire à celui des Jeep, bien que le compartiment conducteur ait presque deux fois plus de leviers de commande  : sélection des modes deux roues / quatre roues motrices, boîte de vitesses normale / de réduction, treuil cabestan (sur la proue), déploiement de l'hélice et contrôle du gouvernail.